# لوبیچ (استان اوپوله)
لوبیچ (به لهستانی: Lubicz) یک منطقهٔ مسکونی در لهستان است که در گمینا لوبشا واقع شده‌است.